# Tutto molto bello
Tutto molto bello è un film del 2014, diretto da Paolo Ruffini e con protagonisti Frank Matano, Gianluca Fubelli, Nina Senicar, Chiara Francini, Angelo Pintus e lo stesso Ruffini.

## Trama
Giuseppe e Antonio stanno entrambi aspettando la nascita di un figlio. Ma mentre Giuseppe è tutto concentrato sulla parte organizzativa, Antonio è sereno, persino spensierato. Alla richiesta di Antonio di ingannare l'attesa in un ristorante di dubbia qualità, Giuseppe accetta e da qui comincia un'odissea che trascina i due per bische clandestine, feste mascherate ed altre disavventure in cui hanno a che fare con gente che non si incontra tutti i giorni: uno psicopatico armato di fucile, due poliziotti un po' distratti, un ricco arabo mafioso, l'ex cantante Pupo e un mucchio di persone travestite da personaggi famosi della TV che organizzano combattimenti tra di loro. Ma i due non sono da soli, perché con loro nel viaggio c'è anche Eros, uno stupido cantautore grande fan di Pupo.

## Produzione
È il secondo film diretto da Paolo Ruffini dopo Fuga di cervelli, ed inizialmente doveva intitolarsi Quella tranquilla notte d'estate.
Quasi tutto il cast è composto da comici e attori in gran parte provenienti dal programma televisivo Colorado, come Chiara Francini, Gianluca Fubelli, Angelo Pintus e lo stesso Ruffini. Non a caso la pellicola è prodotta dalla Colorado Film. Frank Matano, invece, aveva già lavorato con Ruffini nel precedente film Fuga di cervelli.

## Distribuzione
Il 23 settembre 2014 è uscito il primo trailer. Il film è uscito nelle sale italiane il 9 ottobre.

## Accoglienza
Nel primo weekend il film ha incassato 794000 €. Complessivamente, il film ha raccolto circa 1600000 €, molto meno del film precedente del regista. Inoltre, è stato stroncato dalla critica a causa della povertà di contenuti.